# Daniël van Kaam
Daniël van Kaam, né le 23 juin 2000 à Delfzijl aux Pays-Bas, est un footballeur néerlandais qui joue au poste de milieu défensif à l'Heracles Almelo.

## Biographie

### FC Groningue
Né à Delfzijl aux Pays-Bas, Daniël van Kaam est formé par le FC Groningue, qui lui fait signer son premier contrat professionnel à l'âge de ses 17 ans, en juin 2017. Il joue son premier match en équipe première le 6 octobre 2018, lors d'une rencontre d'Eredivisie contre l'ADO La Haye. Il entre en jeu à la place de Tom van de Looi, et son équipe s'incline sur le score de un but à zéro.
Le 12 décembre 2020, Van Kaam inscrit son premier but en professionnel, lors d'une victoire en championnat de Groningue face au RKC Waalwijk. Il est titulaire lors de cette rencontre, et voit son équipe remporter la partie (2-0).

### SC Cambuur
Le 31 août 2022, Daniël van Kaam rejoint le SC Cambuur, où il signe un contrat de trois ans.
Van Kaam inscrit son premier but pour Cambuur le 26 janvier 2023, contre le FC Groningue, en championnat. Il donne la victoire à son équipe en étant l'unique buteur de la partie.

### En sélection
Avec les moins de 17 ans, il participe au Tournoi de l'Algarve en février 2017. Lors de cette compétition amicale, il joue trois matchs, avec pour résultats un nul et deux défaites. Il joue ensuite en mars 2017, deux rencontres rentrant dans le cadre des éliminatoires du championnat d'Europe des moins de 17 ans 2017.
Daniël van Kaam joue son premier match pour l'équipe des Pays-Bas espoirs le 7 septembre 2021, contre la Moldavie. Il entre en jeu à la place de Quinten Timber et son équipe s'impose par trois buts à zéro.

## Vie privée
Daniël van Kaam possède des origines brésiliennes du côté de sa mère. Il a également un frère, Joël van Kaam (en), lui aussi footballeur.